# شكرا لك

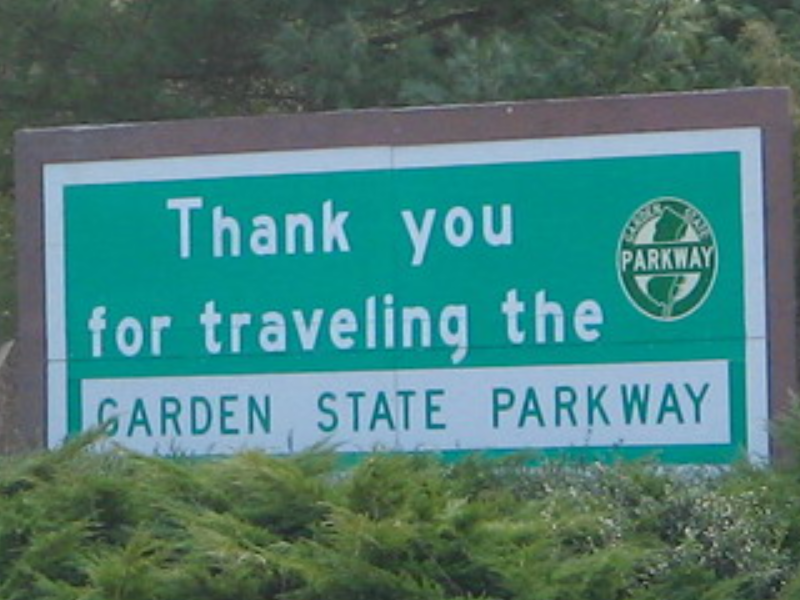
لافتة لشكر الزوار على استخدامهم الطريق السريع في نيو جيرسي.

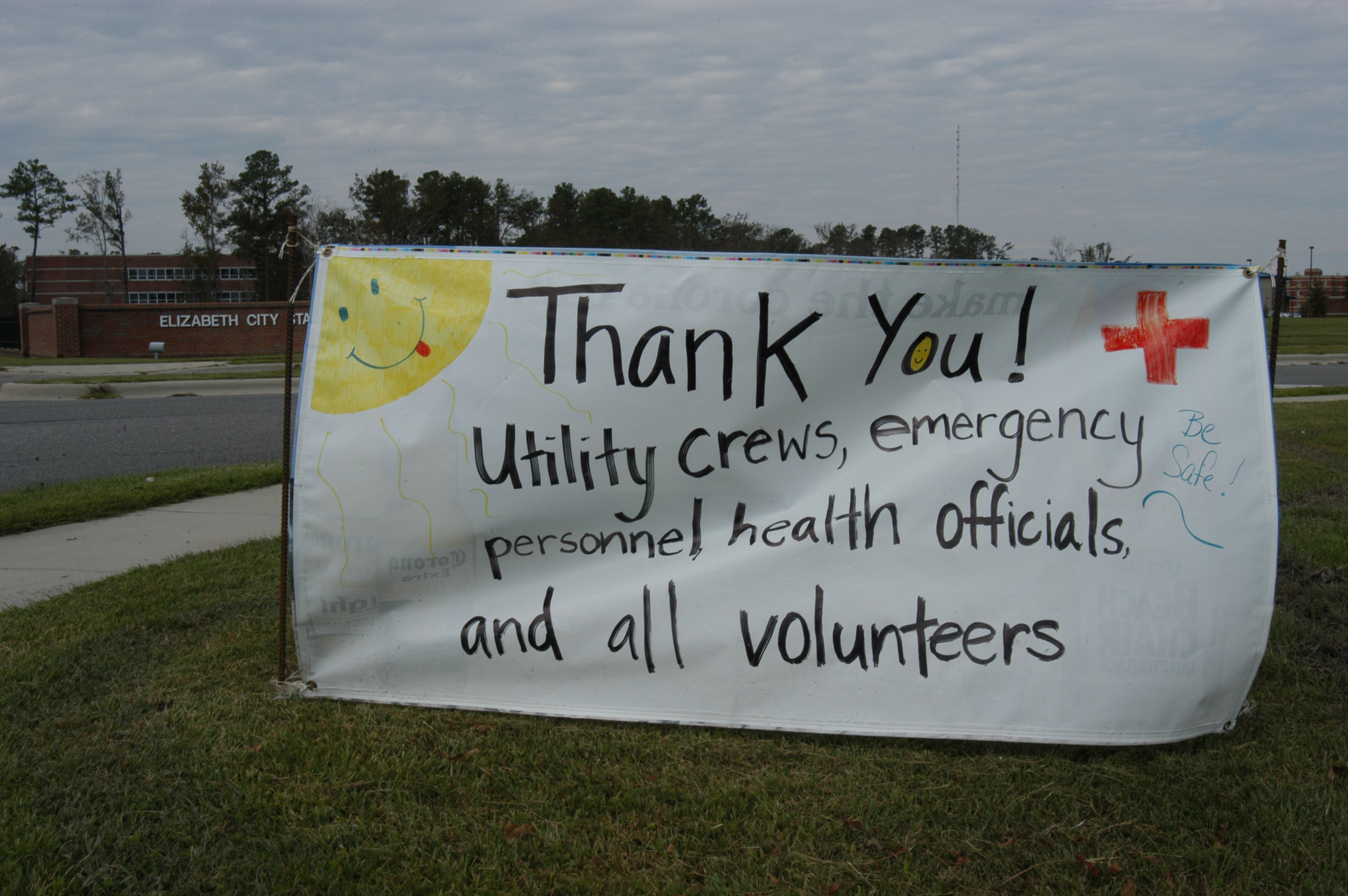
لافتة يدوية الصنع لشكر عمال الطوارئ على استجابتهم للأعاصير في مدينة إليزابيث بولاية نورث كارولينا.

"شكرًا لك" (بالإنجليزية: Thank you)‏(غالبًا ما يتم تفصيلها إلى شكراً جزيل الشكر أو شكرًا جزيلاً، أو يتم اختصارها بشكل غير رسمي إلى شكرا) هي تعبير شائع عن الامتنان. نشأ المصطلح نفسه كشكل مختصر للتعبير "أشكرك".
كما هو الحال مع العديد من العبارات الرسمية الأخرى، "يمكن أن تتنوع عبارة" شكرًا لك "في التحدث بحيث تنقل العديد من المعاني المختلفة". على سبيل المثال، غالبًا ما يتم استخدام "لا، شكرًا" أو "عفواً لكن شكرًا" للإشارة إلى الأدب أثناء رفض العرض. ويمكن أيضًا دمجها في عبارات ساخرة، كما في عبارة "شكرًا على لا شيء". تتضمن الردود الشائعة لعبارة "شكرًا لك" "على الرحب والسعة"، أو "لا داعي للشكر"، أو "لا شكرا على واجب" أو "لا مشكلة" مؤخرًا.